# Peblephaeus ziczac
Peblephaeus ziczac es una especie de escarabajo longicornio del género Peblephaeus, tribu Monochamini, subfamilia Lamiinae. Fue descrita científicamente por Matsushita en 1940.

## Descripción
Mide 19-25 milímetros de longitud.

## Distribución
Se distribuye por China.